# Falciot cuallarg de Shoa
El falciot cuallarg de Shoa (Schoutedenapus myoptilus) és una espècie d'ocell de la família dels apòdids (Apodidae) que habita zones de camp obert i possiblement cria en penya-segats o coves de les illes del golf de Guinea, est de la República Democràtica del Congo, el Sudan del Sud, sud d'Etiòpia, Uganda, Ruanda, Burundi, oest i centre de Kenya, nord-est de Tanzània, Malawi, Zàmbia, est de Zimbàbue, Angola i oest de Moçambic.